# Ordyne
Ordyne (オーダイン Ōdain?) es un videojuego arcade de disparos con desplazamiento horizontal, que fue lanzado por Namco en 1988 solo en Japón. Se ejecuta en el hardware Namco System 2 y fue portado al TurboGrafx-16 en 1989, con lanzamientos tanto en Japón como en América del Norte. Presenta un cameo de Pac-Man, como el «Stock bomber shot». Fue incluida en Namco Museum Volume 4 para PlayStation. La versión de TurboGrafx-16 fue lanzada en la consola virtual de Wii el 7 de mayo de 2007 en América del Norte y el 21 de agosto de 2007 en Japón; Namco lo describe oficialmente como un «juego de disparos de acción cómica». La tendera, Miyuki Chan, también apareció en una taquería en Mach Breakers en 1994 y en una tienda con forma de altavoz volador en Project X Zone 2 en 2015.

## Jugabilidad
Los jugadores toman el control del genio científico Yūichirō Tomari (泊裕一郎?) y su asistente chino Sunday Chin (サンデー珍?) mientras intentan rescatar a la prometida de Tomari, Kana Aibara (相原香奈?) del malvado Dr. Kubota (Dr. クボタ?) y su ejército de secuaces robóticos. Todos los enemigos siguen patrones preestablecidos, y matar a un grupo de enemigos más pequeños o a uno más grande deja cristales que el jugador puede recolectar e intercambiar por armas especiales, vidas adicionales e incluso más cristales en el «Kūchū IN» dirigido por la mujer de cabello azul Miyuki-chan (みゆきちゃん?); también se pueden obtener cristales disparando canicas al objetivo giratorio extensible del gran robot de manos blancas Dream Co., Ltd. (夢有限会社 Yūme Yūgengaisha?). Este videojuego tiene un total de siete rondas, y se lucha contra un jefe al final de cada una. Un golpe matará a Yūichirō y Sunday, a menos que alguno de ellos tenga el «Stock bomber shot», ya que Pac-Man y el escudo que está generando los protegerán de la muerte por un impacto que no sea de proyectil. Los jugadores pueden ganar o comprar vidas extra. Este videojuego también incluye muestras de voz (en japonés).

## Recepción
En Japón, Game Machine incluyó a Ordyne en su edición del 1 de noviembre de 1988 como la segunda unidad de juegos de mesa arcade de mayor éxito del mes.